# 凯鲁·阿善·卡里德
凯鲁·阿善·卡里德 ，(1989年11月7日—)是一名马来西亚足球运动员，司职门将。目前效力马来西亚超级足球联赛俱乐部雪兰莪，也代表马来西亚国家足球队。

## 球会生涯

### 青年队时期
凯鲁·阿善在2010已经开始代表彭亨 U21，并且是首发门将。于2011年离开彭亨 U21，加盟马来西亚第三级别联赛的沙赞穆达，展开他的职业生涯。

### 彭亨
2013年凯鲁·阿善正式回归母会彭亨，成为该队的第三门将。在2013年4月罗斯法鲁·阿祖阿·阿里和莫德·纳斯里·诺尔丁相续受伤后，凯鲁·阿善临危受命的成为球员首发门将。他的联赛首发处子秀中是在彭亨对阵登嘉楼第71分钟接替受伤的罗斯法鲁，最后彭亨以2比1击败登嘉楼。
因上赛季表现优异所以2014年赛季凯鲁·阿善将成为彭亨的首发门将，2014年赛季他随着队伍获得2014年马来西亚足总杯和2014年马来西亚杯冠军。同年他获得人生中最重要的奖项，在马来西亚足总颁奖典礼上他获得2014年最佳门将及2014年年度最有价值球员两项大奖。

### 雪兰莪
2015年赛季结束后凯鲁·阿善离开彭亨，并与雪兰莪签约，2016年2月19日在马来西亚足总杯对阵八打灵再也骑士中首次代表俱乐部上场。

## 国家队生涯
2014年凯鲁·阿善获得马来西亚国家足球队的征召，入选2015年亚洲杯预选赛的23人大名单。并在同年3月1日在对阵菲律宾国家足球队的国际友谊赛中首发登场，但他在对阵菲律宾比赛中受伤无法参加2015年亚洲杯预选赛。